# Саньоль, Вилли
Ви́лли Саньо́ль (фр. Willy Sagnol; род. 18 марта 1977[…], Сент-Этьен) — французский футболист и футбольный тренер. Главный тренер сборной Грузии. Выступал за клубы «Сент-Этьен», «Монако» и «Бавария» и за сборную Франции. Серебряный призёр чемпионата мира, обладатель двух Кубков конфедераций и многих других трофеев.

## Карьера

### Клубная
Не выходил на поле в составе «Баварии» с лета 2008 года, а в начале 2009 года объявил о завершении карьеры из-за травмы ахиллова сухожилия.

### Международная
Дебютировал 15 ноября 2000 года в матче с Турцией (4:0 в пользу сборной Франции)
Статистика выступлений на чемпионатах мира и Европы:
- Чемпионат мира по футболу 2002 — 0 матчей (в заявке)
- Чемпионат Европы по футболу 2004 — 3 матча
- Чемпионат мира по футболу 2006 — 7 матчей
- Чемпионат Европы по футболу 2008 — 2 матча

### Тренерская
С 2013 по 2014 год являлся главным тренером молодёжной сборной Франции.
В 2014—2016 годах возглавлял «Бордо».
9 июня 2017 года назначен ассистентом главного тренера «Баварии» Карло Анчелотти. Контракт подписан на 2 года.
28 сентября 2017 года назначен исполняющим обязанности главного тренера «Баварии», тем самым заменив уволенного Карло Анчелотти. Покинул команду с приходом Юппа Хайнкеса.
В феврале 2021 года был назначен тренером сборной Грузии. Три года спустя, 26 марта 2024 года, он привёл команду на первый крупный международный турнир, Евро-2024, после победы над Люксембургом и Грецией в стыковых матчах отбора. На чемпионате Европы Саньоль вывел Грузию в плей-офф после сенсационной победы над Португалией со счётом 2:0 в последней групповой игре.

## Достижения

### Командные
«Монако»
- Чемпион Франции: 1999/00
- Обладатель Суперкубка Франции: 1997

«Бавария»
- Чемпион Германии: 2000/01, 2002/03, 2004/05, 2005/06, 2007/08
- Обладатель Кубка Германии: 2002/03, 2004/05, 2005/06, 2007/08
- Обладатель Кубка немецкой лиги: 2000
- Победитель Лиги чемпионов: 2000/01
- Обладатель Межконтинентального кубка: 2001

Сборная Франции
- Обладатель Кубка конфедераций: 2001, 2003
- Серебряный призёр чемпионата мира 2006

### Личные
- Орден Чести (2024, Грузия)[5]
- Почётный гражданин Тбилиси (2024, Грузия)[6]

## Личная жизнь
Женат, четверо детей. Саньоль — двоюродный брат телеведущей Алессандры Сюбле.

## Увлечения
- Кино, музыка, путешествия, шоппинг.[8]